# استف مک گاورن
استف مک گاورن (انگلیسی: Steph McGovern؛ زادهٔ ۳۱ مهٔ ۱۹۸۲) روزنامه‌نگار، مجری تلویزیون اهل بریتانیا است.